# Papratke
Papratke, lat. Dryopteridaceae, sin. Aspidiaceae), biljna porodica u redu osladolike. Ime dobiva po rodu paprati (Dryopteris), ali joj pripada 26 rodova unutar 3 imenovane potporodice i jednog roda sa nesigurnim položajem i ukupno 2149 vrsta.
Porodica je u hrvatskoj zastupljena od nekoliko vrsta koje pripadaju rodovima Polystichum (bodljikava papratnjača, dlakava papratnjača, kopljasta papratnjača, čekinjava papratnjača), Dryopteris (mirisava paprat, tresetna paprat, velika paprat, šumska paprat ili muška paprat, blijeda paprat) i Cyrtomium (srpasta papratica).

## Potporodice i rodovi
1. Subfamilia Polybotryoideae H. M. Liu & X. C. Zhang
  1. Polybotrya Willd. (39 spp.)
  2. Maxonia C. Chr. (1 sp.)
  3. Cyclodium C. Presl (13 spp.)
  4. ×Cyclobotrya Engels & Canestraro (0 sp.)
  5. Olfersia Raddi (4 spp.)
  6. Trichoneuron Ching (1 sp.)
  7. Polystichopsis (J. Sm.) Holttum (7 spp.)
  8. Stigmatopteris C. Chr. (26 spp.)
2. Subfamilia Elaphoglossoideae (Pic. Serm.) Crabbe, Jermy & Mickel
  1. Bolbitis Schott (67 spp.)
  2. Lomagramma J. Sm. (18 spp.)
  3. Arthrobotrya J. Sm. (3 spp.)
  4. Teratophyllum Mett. ex Kuhn (10 spp.)
  5. Mickelia R. C. Moran, Labiak & Sundue (10 spp.)
  6. Elaphoglossum Schott ex J. Sm. (755 spp.)
  7. Pleocnemia C. Presl (20 spp.)
  8. Rumohra Raddi (10 spp.)
  9. Megalastrum Holttum (99 spp.)
  10. Lastreopsis Ching (21 spp.)
  11. Parapolystichum Keyserl. (30 spp.)
3. Subfamilia Dryopteridoideae B. K. Nayar
  1. Ctenitis C. Chr. ex C. Chr. (144 spp.)
  2. Atalopteris Maxon (3 spp.)
  3. Phanerophlebia C. Presl (10 spp.)
  4. Polystichum Roth (405 spp.)
  5. xDryostichum W. H. Wagner (0 sp.)
  6. Cyrtomium C. Presl (37 spp.)
  7. Dryopteris Adans. (343 spp.)
  8. Arachniodes Blume (73 spp.)